# (385571) Otrera
(385571) Otrera – planetoida z grupy trojańczyków Neptuna, odkryta w 2004 roku.
Nazwa planetoidy pochodzi od Otrerei, pierwszej królowej Amazonek w mitologii greckiej. Przed nadaniem jej nazwy nosiła oznaczenie tymczasowe 2004 UP10 i miała nadany stały numer 385571.

## Orbita planetoidy
Planetoida ta krąży w średniej odległości ok. 30,13 j.a. od Słońca po lekko eliptycznej orbicie o mimośrodzie 0,027. Wykonuje jeden obieg wokół Słońca w ciągu ok. 165 lat. Orbita (385571) Otrera nachylona jest pod kątem 1,43° do płaszczyzny ekliptyki.
W swym ruchu orbitalnym planetoida ta znajduje się w punkcie libracji L4 układu Neptun – Słońce. Krążąc po zbliżonej do Neptuna orbicie, poprzedza go, znajdując się ok. 60° przed nim.

## Właściwości fizyczne
Obiekt ma średnicę szacowaną na podstawie pomiarów jasności na ok. 77 km. Jego jasność absolutna to 8,8m.